# Centro Cultural Laurinda Santos Lobo

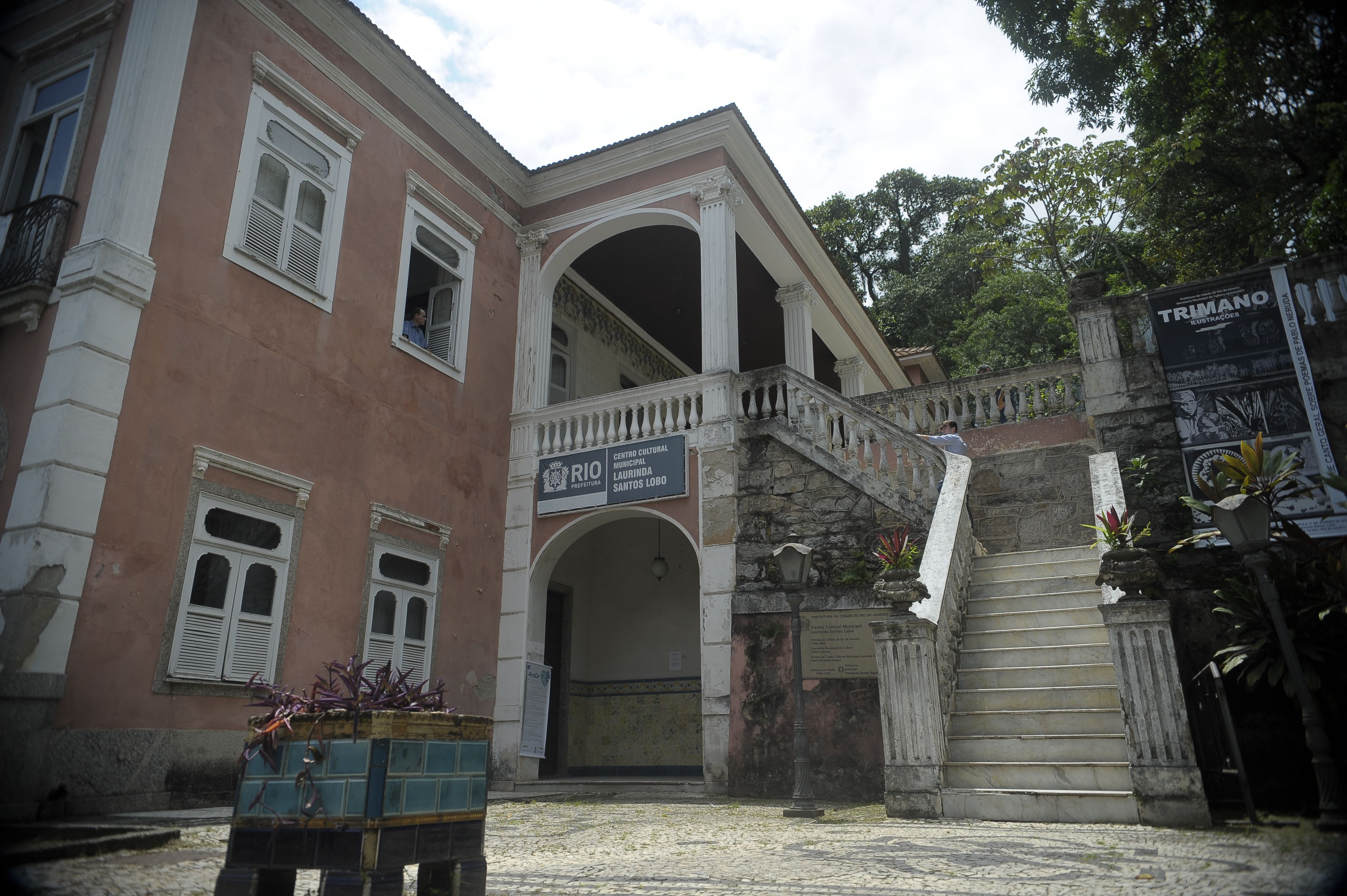
Foto: Thomaz Silva/Agência Brasil

O Centro Cultural Municipal Laurinda Santos Lobo é um centro cultural no bairro de Santa Teresa, no Rio de Janeiro.
Ocupa um casarão construído em 1907 pela Baronesa de Parina e que foi residência do senador Joaquim de Lima Pires Ferreira. Laurinda Santos Lobo nunca morou no local, mas deu nome à instituição porque na época da sua criação, em 1979, o atual Parque das Ruínas estava abandonado. 
Seus equipamentos incluem salas de exposições, um auditório e um acervo fotográfico sobre Laurinda Santos Lobo.